# Radu Rebeja
Radu Rebeja (Chisinau, 8 juni 1973) is een voormalig profvoetballer uit Moldavië, die zijn actieve loopbaan in 2008 beëindigde. Met 74 interlands is hij recordinternational van Moldavië. Hij speelde als verdediger, maar kon ook uit de voeten als middenvelder.

## Interlandcarrière
Rebeja speelde in de periode 1991-2008 in totaal 74 keer voor het Moldavisch voetbalelftal en scoorde tweemaal voor de nationale ploeg. Hij maakte zijn debuut op 2 juli 1991 in de officieuze thuisinterland tegen Georgië (2-4).
| Interlanddoelpunten | Interlanddoelpunten | Interlanddoelpunten   | Interlanddoelpunten | Interlanddoelpunten | Interlanddoelpunten | Interlanddoelpunten |
| #                   | Datum               | Locatie               | Tegenstander        | Goal(s)             | Uitslag             | Wedstrijd           |
| ------------------- | ------------------- | --------------------- | ------------------- | ------------------- | ------------------- | ------------------- |
| 1                   | 08/10/1995          | Leverkusen, Duitsland | Duitsland           | 82'                 | 6 – 1               | EK-kwalificatie     |
| 2                   | 05/09/2001          | Trenčín, Slowakije    | Slowakije           | 76'                 | 4 – 2               | WK-kwalificatie     |

## Erelijst
Zimbru Chisinau
- Moldavisch landskampioen

1992, 1993, 1994, 1995, 1996, 1998, 1999
- Moldavisch bekerwinnaar

1997, 1998
 FK Moskou
- Moldavisch voetballer van het jaar

2006